# Buddleia de David
Arbre à papillons
Espèce
Synonymes
- Buddleja variabilis Hemsley

Classification APG III (2009)
Le Buddleia de David, aussi appelé Buddleia du père David ou plus communément Arbre aux papillons (Buddleja davidii), est une espèce de plantes à fleurs de la famille des Scrophulariaceae. C'est un arbuste nectarifère et une espèce pionnière présente dans l'ensemble des régions tempérées du monde.
Originaire de Chine, la variété fertile type a été commercialisée et implantée dans de nombreux jardins jusqu'à la fin du XXe siècle avant d'être supplantée par des variétés hybrides commercialisées comme étant stériles. Elle s'est naturalisée progressivement dans le reste de la zone tempérée à partir du XIXe siècle et est devenu une espèce exotique envahissante dans de nombreuses régions du monde. Le buddléia de David, en tant qu'espèce pionnière, colonise en effet les milieux pauvres en matière organique, les friches urbaines et périurbaines, les bords de routes, voies ferrées et plus largement les milieux artificialisés. Héliophile et à courte durée de vie, il ne résiste toutefois pas à la concurrence des plantes plus hautes une fois le processus de succession végétale enclenché.

## Étymologie et histoire de la nomenclature

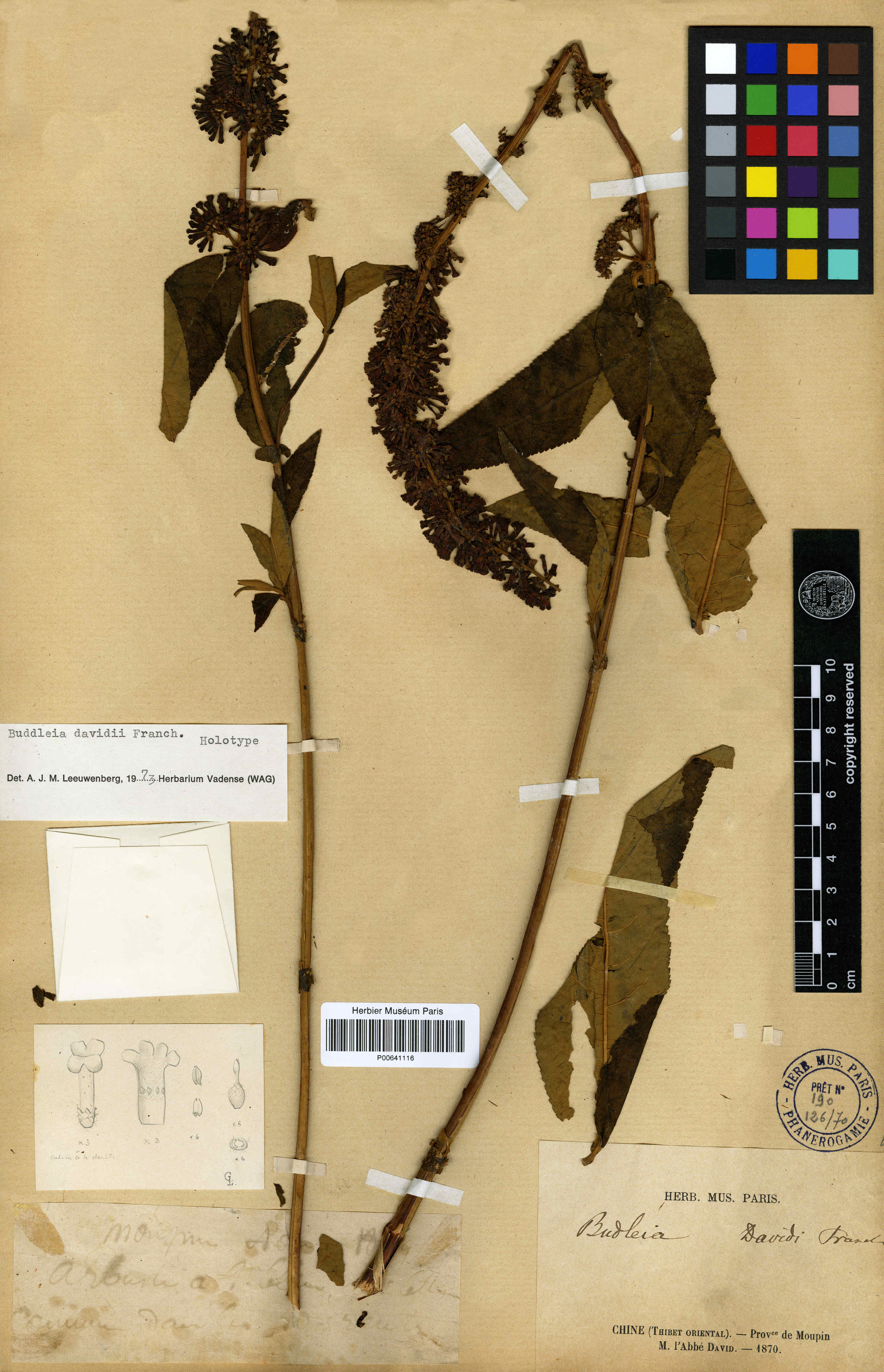
Feuille d'herbier du père David, d'un arbuste récolté en France en août 1869. Holotype.

Le nom de genre Buddleja, a été dédié par Linné au révérend Adam Buddle (1662-1715), un médecin, pasteur et botaniste amateur anglais. Selon la pratique du latin scientifique, la formation d’un nom générique à partir du nom propre Buddle devrait être buddleia, mais Linné écrivit buddleja avec un long i entre deux voyelles comme c’était d’usage à l’époque. Le code international de nomenclature demande en 2006 que l’orthographe de Linné soit suivie dans ce cas.
L’épithète spécifique davidii a été dédiée par le botaniste Adrien Franchet au père David, un missionnaire botaniste qui collecta pour lui et ses collègues du Muséum en 1869, des milliers de spécimens de plantes et d’animaux dans une région d’ethnie tibéto-birmane à l’ouest de Chengdu (capitale du Sichuan). Il découvrit cette espèce à Moupin(e) (actuellement Baoxing) dans la montagne à l’ouest de Chengdu, en août 1869.
Franchet, qui était le correspondant au Muséum national d'histoire naturelle de Paris du père David, en donne la première description botanique en latin publiée en 1887 dans Nouv. Arch. Mus. Hist. Nat., sér. 2.

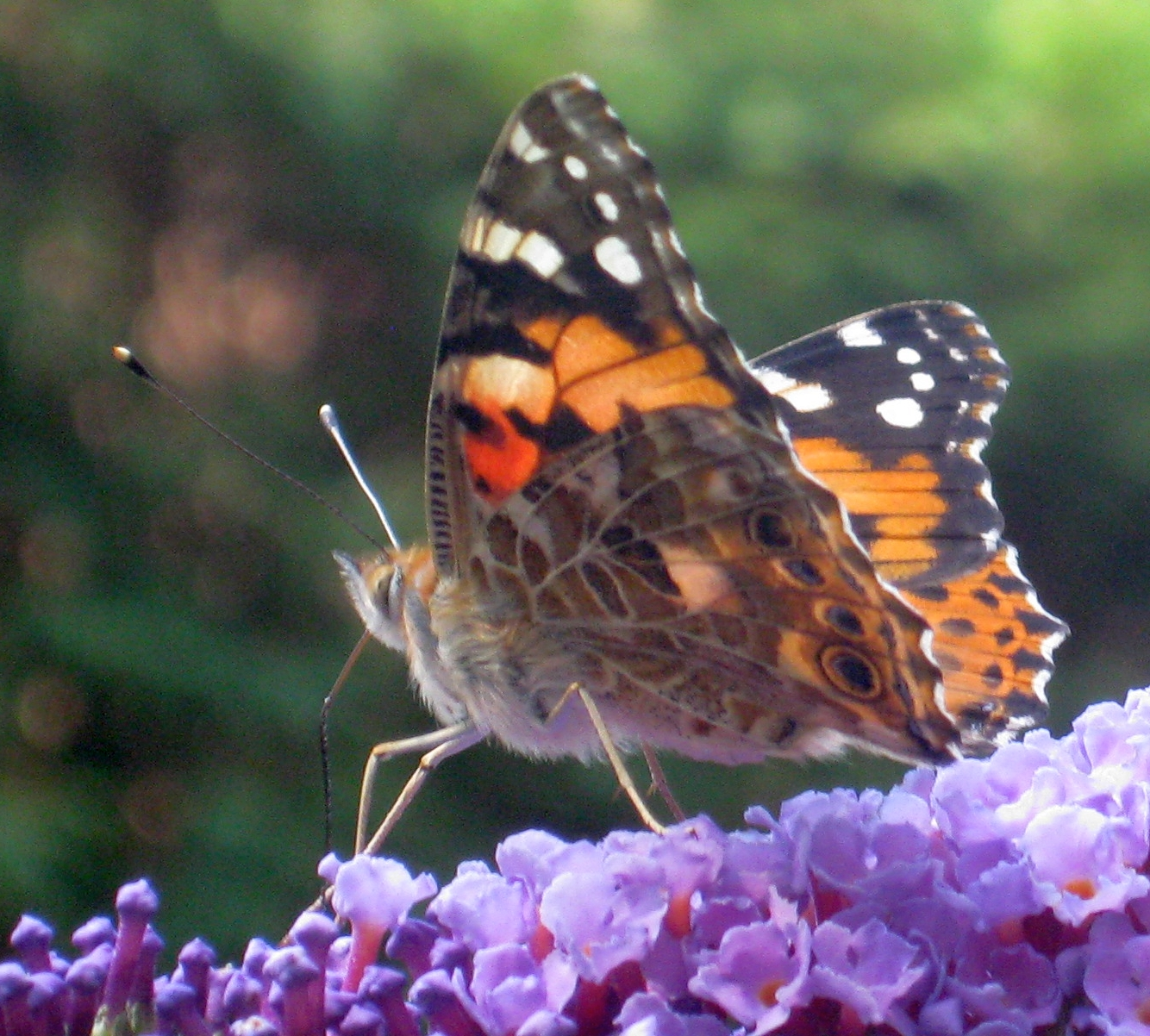
Belle-Dame (Vanessa cardui) sur Buddleja davidii.

Le nom commun en français de cette espèce d’« arbre aux papillons » vient du fait que ses fleurs produisent un nectar très parfumé qui attire un grand nombre de papillons, abeilles et autres insectes.
En français, les deux graphies « Buddleia » ou « Buddleya » sont acceptées mais pas la forme latine Buddleja. C’est un nom féminin, mais l’usage habituel est au masculin.
Il n’y a pas de consensus sur la famille à laquelle doit être rattaché le genre Buddleja. Pour certains, il appartient à la famille des Scrophulariaceae, (classification phylogénétique), pour d’autres à l'ancienne famille des Loganiaceae (classification classique) ou bien à la famille des Buddlejaceae.

## Aspects historiques
Une des premières mentions de zuiyucao 醉鱼草 « herbe enivrant les poissons » (le nom normalisé actuel du buddleia) se trouve dans le Grand Traité de Matière Médicale (Bencao gangmu 本草綱目), rédigé par le médecin naturaliste Li Shizhen dans la deuxième moitié du XVIe siècle. Il indique « Les pêcheurs qui utilisent ses fleurs et ses feuilles pour intoxiquer les poissons jusqu'à la mort, l’ont appelé 醉鱼儿草 zuiyurcao [morph. herbe enivrant les poissons]. Ne le plantez pas près d’un étang » (Bencao gangmu, caobu 《本草纲目·草部》). La toxicité du buddleya n’est pas surprenante sachant que des terpénoïdes ont été découverts dans la plante.
En chinois contemporain, pour distinguer sur le plan botanique, le buddleya de David des autres espèces de buddleya, on emploiera le terme de 大叶醉鱼草 da ye zuiyucao, morphologiquement « herbe enivrant les poissons, à grandes feuilles ».
L’usage ornemental semble lui, très récent. D'après Peter Valder, ce buddleia n’aurait commencé à être utilisé comme plante ornementale en Chine que sous l’influence occidentale. Il déclare d’ailleurs ne l’avoir jamais vu dans les jardins traditionnels.
Malgré la première description botanique faite en 1887 par Adrien Franchet, ce buddleia resta inconnu en Europe jusqu’à ce que le docteur Augustine Henry, un botaniste irlandais, ne le redécouvre en 1890 dans le Sichuan et ne l’envoie à Saint-Petersbourg et qu’un autre missionnaire botaniste le père Soulié n’envoie des semences à la pépinière de Vilmorin.
En 1895, les premiers semis français sont faits dans la propriété de la famille Vilmorin à Verrières-le-Buisson. Maurice de Vilmorin avait reçu des graines du père Soulié, missionnaire au Tibet. La plante sera largement cultivée à partir de 1916.

## Synonymes
Tropicos distingue 20 synonymes parmi lesquels
- Buddleia variabilis Hemsley
- Buddleja striata ZY Zhang
- Buddleja shimidzuana Nakai Syn. nov.

Les six variétés de l’espèce ont été ramenées au statut de synonyme du type par le botaniste hollandais Anthonius Leeuwenberg . La taxonomie de Leeuwenberg a été adoptée dans Flora of China :
- Buddleja davidii var. alba Rehder & E.H.Wilson
- Buddleja davidii var. magnifica Rehder & E.H.Wilson
- Buddleja davidii var. nanhoensis Rehder
- Buddleja davidii var. superba (de Corte) Rehder & E.H.Wilson
- Buddleja davidii var. veitchiana Rehder
- Buddleja davidii var. wilsonii Rehder

## Description

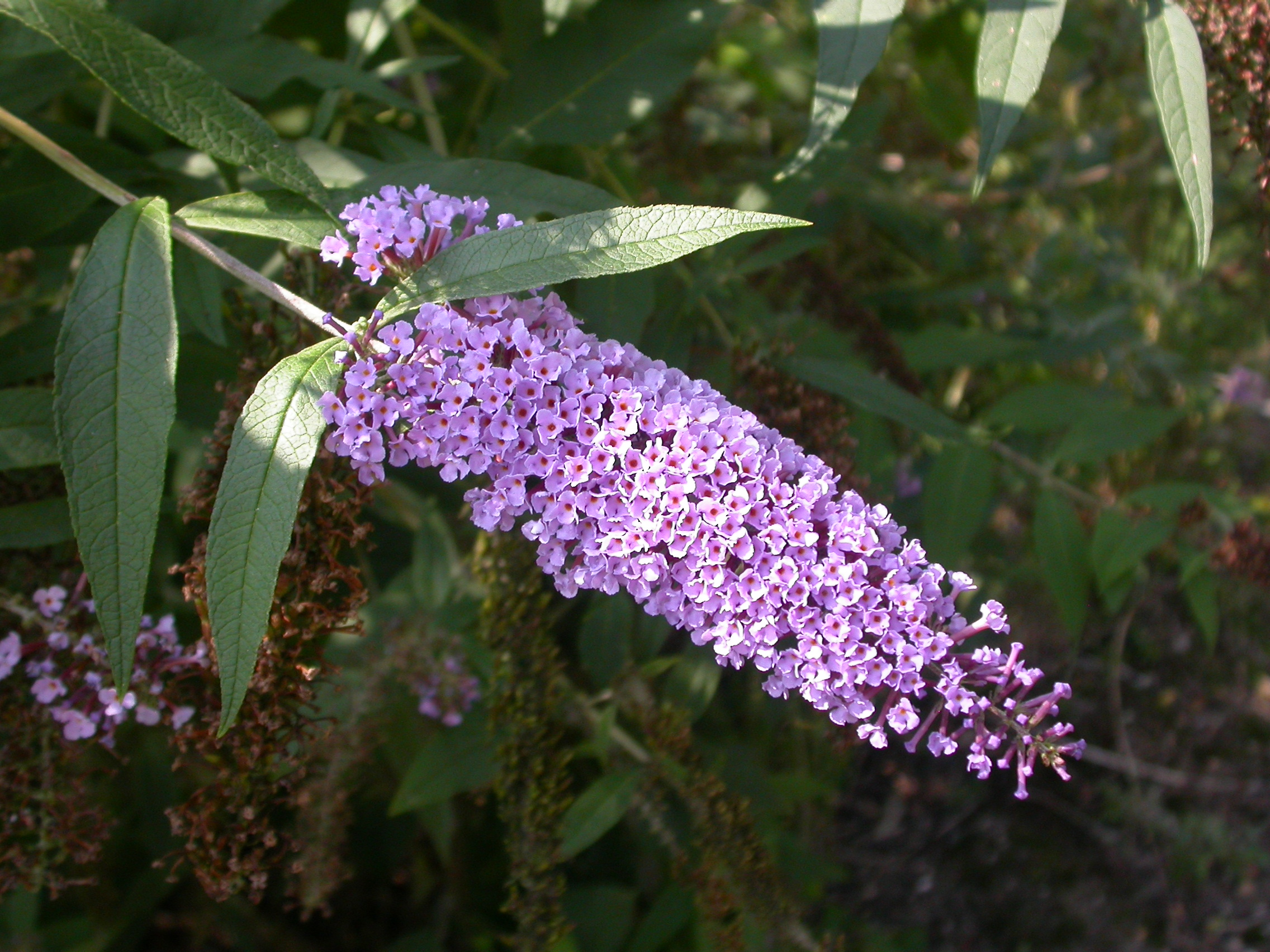
Feuilles opposées et inflorescence terminale.

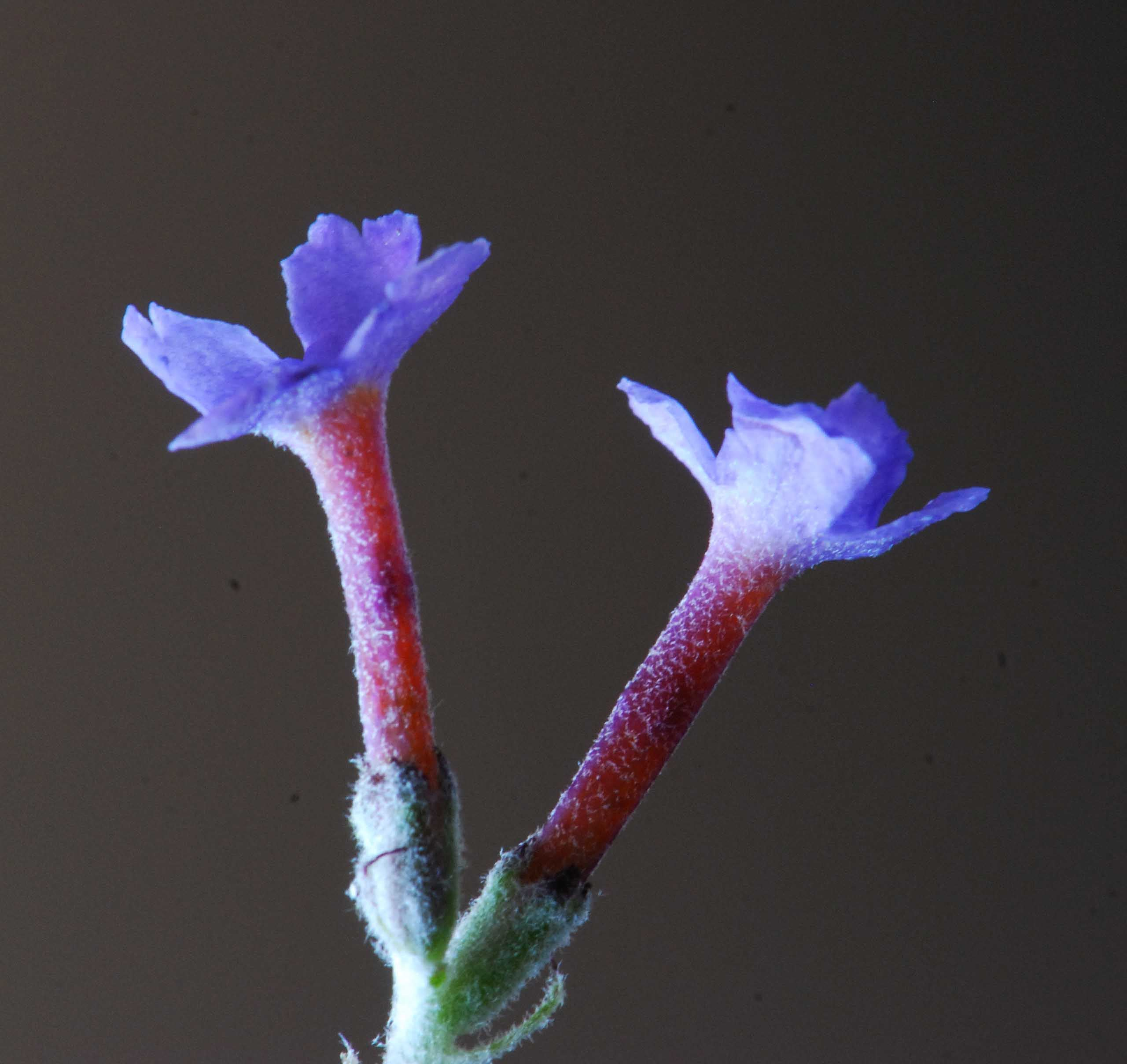
Fleurs de B. davidii × fallowiana
Corolle: tube cylindrique d'env. 10 mm.

L’espèce naturelle est en Chine, un arbuste de 0,5 à 5 m de hauteur, aux tiges presque quadrangulaires. Les jeunes rameaux sont blanchâtres à pubescence à poils étoilés.
Les feuilles sont caduques ou semi-caduques (elles persistent longtemps en hiver, et l'arbrisseau peut rester seulement quelques semaines défeuillé), opposées, vertes ou grisâtes, étroitement ovale, étroitement elliptique, de 4 à 20 cm de long, sur 0,3 à 7,5 cm de large (données chinoises pour les espèces sauvages, les variétés peuvent être de tailles plus grandes, avec des formes foliaires différentes), marges dentées, à pétiole court (1–5 mm), à apex acuminé et base cunéiforme.
Les inflorescences sont terminales, apparemment racémeuse ou cymes thyrsoïdes, de 4–30 cm de long sur 2–5 cm de diamètre.
La fleur 4-mère est formée d’un calice campanulé de 2–3,5 mm à 4 lobes étroitement triangulaires, d’une corolle formée d’un tube étroitement cylindrique de 6–12 mm, évasé à l’extrémité en quatre lobes, de couleur violette lilas à gorge jaune orange, de 4 étamines insérées au milieu à près de la base du tube de la corolle, à anthères oblongues, de 0,8 à 1,2 mm et ovaire ovoïde.
Les fleurs sont très agréablement parfumées, certaines personnes peuvent cependant trouver l'odeur nauséabonde, notamment en fin de floraison.
La floraison s’étale de mai-juin à début octobre.
Le fruit est une capsule brune de 2 à 4 mm de long, aux longues ailes aux extrémités.
L’arbuste a une durée de vie assez courte (quelques décennies, l'âge le plus élevé enregistré est de 37 ans, ce qui n'exclut pas l'existence d'arbres plus âgés).

## Distribution
Le Buddleja davidii est une espèce endémique de Chine. Il croît dans les fourrés sur les pentes des montagnes, de 800 à 3 000 m dans une large aire de répartition : le Gansu, Guangdong, Guangxi, Guizhou, Hubei, Hunan, Jiangsu, Jiangxi, Shaanxi, Sichuan, Tibet, Yunnan et Zhejiang.
Il a probablement été introduit au Japon.

## Caractéristiques
- Organes reproducteurs[17] :
  - Type d'inflorescence : racème simple
  - Répartition des sexes : hermaphrodite
  - Type de pollinisation : entomogame
  - Période de floraison : de juin à septembre.
- Graines (3 millions de graines par plante et par an) :
  - Type de fruit : capsule
  - Mode de dissémination : barochore
- Habitat et répartition :
  - Habitat type : fourrés arbustifs médioeuropéens, planitiaires-montagnards, méso à eutrophiles
  - Aire de répartition : introduit (aire d'origine : Chine centrale et méridionale).

## Écologie

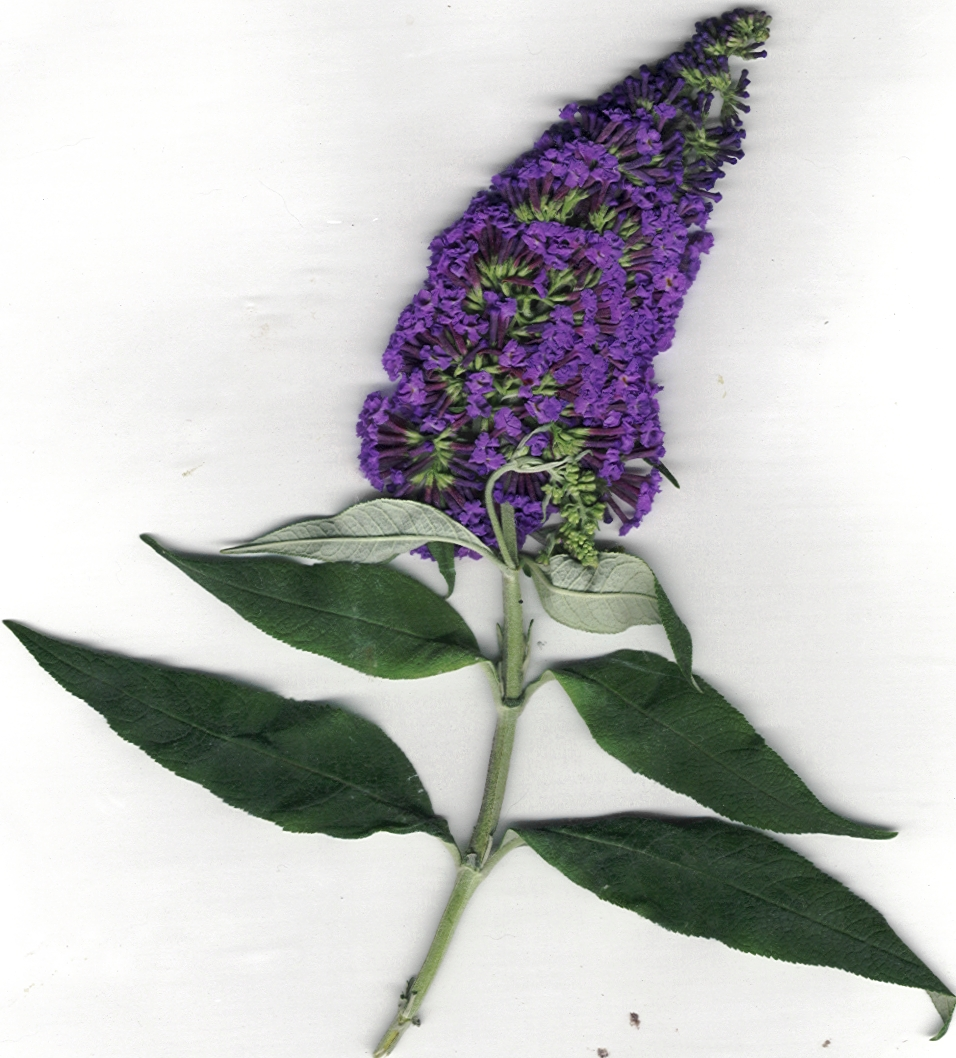
Extrémité de rameau

Dans son milieu originel, le buddleia de David pousse dans les fourrés arbustifs en milieu montagneux, en Chine.
Il se rencontre sur de nombreux types de sols, mais préfère cependant les sols secs, drainés, pauvres en matière organique et ensoleillés.
Il a été introduit comme plante ornementale dans de nombreuses régions tempérées, hors de Chine. Il a alors une tendance à s’échapper des jardins et à se naturaliser.
Il pousse sur les friches (friches urbaines et friches industrielles éventuellement polluées) et en bordure des routes où il résiste aux taux ambiants d'ozone.
Il se développe rapidement grâce à ses facultés d'espèce pionnière (formation de « buddleiaies »).
Les chenilles des papillons du Sphinx tête de mort et de la Cucullie du bouillon blanc ont été signalées sur le buddleia qui est devenu une plante-hôte de substitution pour ces espèces.

### Plante envahissante

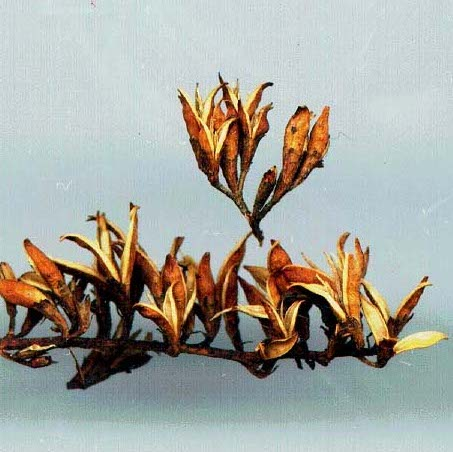
Capsule de graines : 3 millions de graines par plante et par an.

Le buddleia s’est naturalisé et est devenu envahissant dans de larges régions d'Europe de l’Ouest jusqu'à Bergen (Norvège). Il pose aussi problème en Nouvelle-Zélande et dans le Sud-Est de l’Australie. En France, il est présent de manière envahissante dans le Sud-Ouest, le Sud-Est, en Bretagne, en Normandie et dans le Bassin Parisien,. Le Centre semble la région la moins touchée.
En France, en Belgique et en Suisse, le buddleia du père David est considérée comme une espèce envahissante ; elle colonise très facilement les terrains secs, les friches urbaines et périurbaines et le long de certains axes (routes, canaux, voies ferrées, autoroutes), les talus, les bâtiments en ruine, les berges des rivières, les plages de graviers, voire les murs et les trottoirs. En Suisse, dès le 1er septembre 2024 cette plante est interdite de vente et d'importation par une ordonnance interdisant les plantes exotiques envahissantes.
Les impacts des buddleias se définissent en trois points :
- Colonisation des milieux remaniés avant les espèces pionnières locales
- Régression des communautés locales par la concurrence et inhibition de la croissance
- Formation d’encombres provoquant l’érosion des berges

Si son nectar nourrit les papillons adultes, les chenilles de la plupart des papillons ne peuvent pas se nourrir des feuilles du buddleia, et il a tendance à remplacer des espèces dont se nourrissent les chenilles. L'envahissement par le buddleia a pour conséquences la diminution de la population des papillons et des espèces qui se nourrissent de leurs chenilles.

### Mesures de gestions

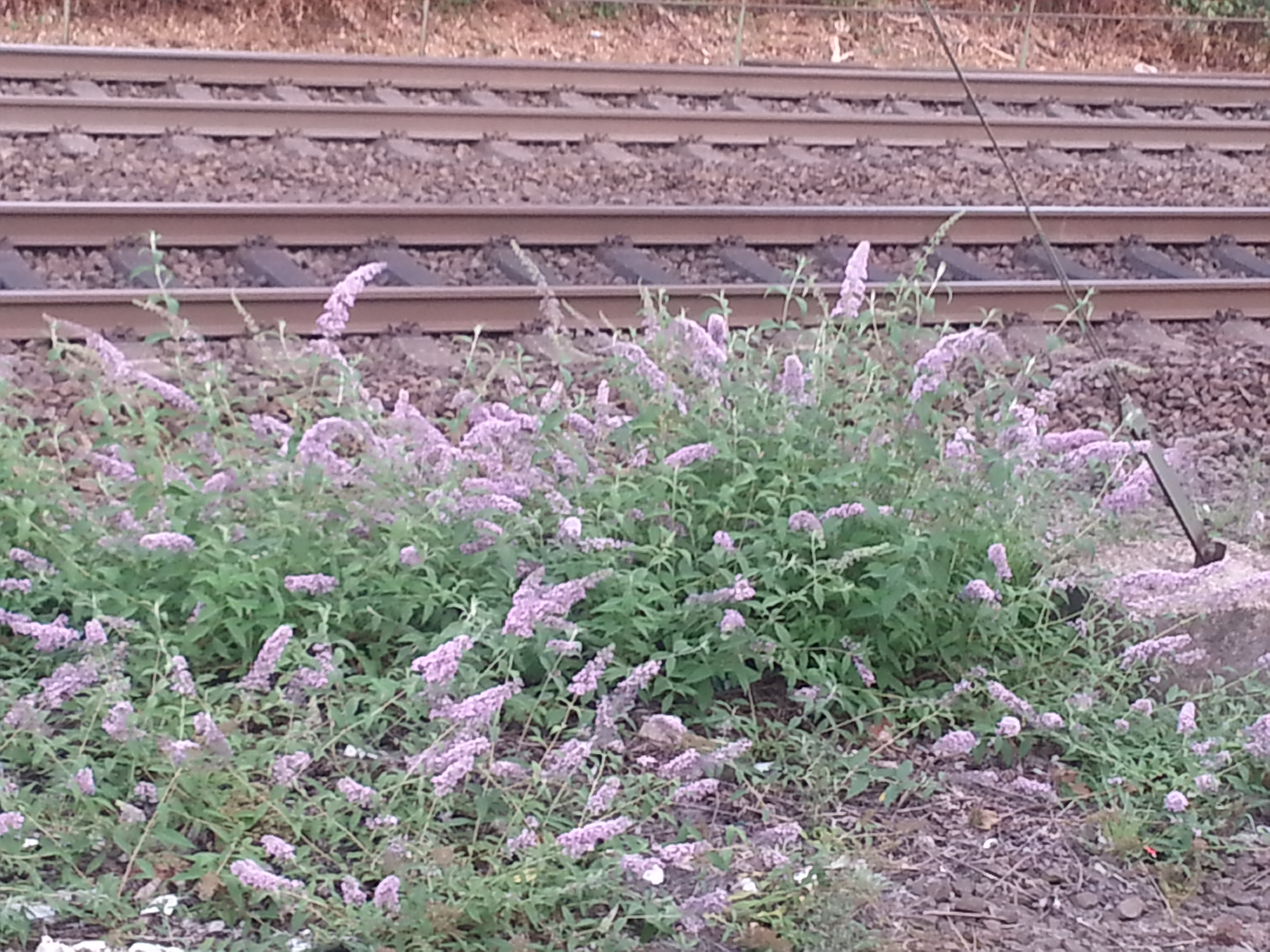
Budleja davidii près de la station de train Düsseldorf Zoo.

En France, les mesures suivantes sont recommandées par la Fédération Nationale des Travaux Publics et par le Muséum national d’histoire naturelle :
- Éliminer la plante et éviter son installation par un arrachage manuel de la plante et des racines dès le début du printemps. Un dessouchage en éliminant les résidus peut également être recommandé pendant l’été, avant fructification.
- Affaiblir la plante et limiter sa dispersion sur les foyers bien installés par des coupes successives pour empêcher la formation des graines et la dispersion de juillet à octobre.
- Éviter la propagation de la plante grâce à une évacuation sécurisée de tous les résidus et une surveillance de la zone sur 2 à 3 ans avec éventuellement un renouvellement des opérations.

Dans les jardins, il peut, par exemple, être remplacé par d'autres arbustes : le lilas, la menthe en arbre (Elsholtzia stauntonii), le gattilier, la troène d'Europe, la mauve en arbre ou des variétés hybrides et stériles comme le Buddleja × weyeriana.
La conservation d'un sujet fertile peut nécessiter, dans l'idéal, la suppression des organes défleuris avant la fructification et la production de graines viables. Le but final est d'éviter la reproduction du buddléia en limitant son stock de graines dans la nature.

## Utilisations

### Horticulture

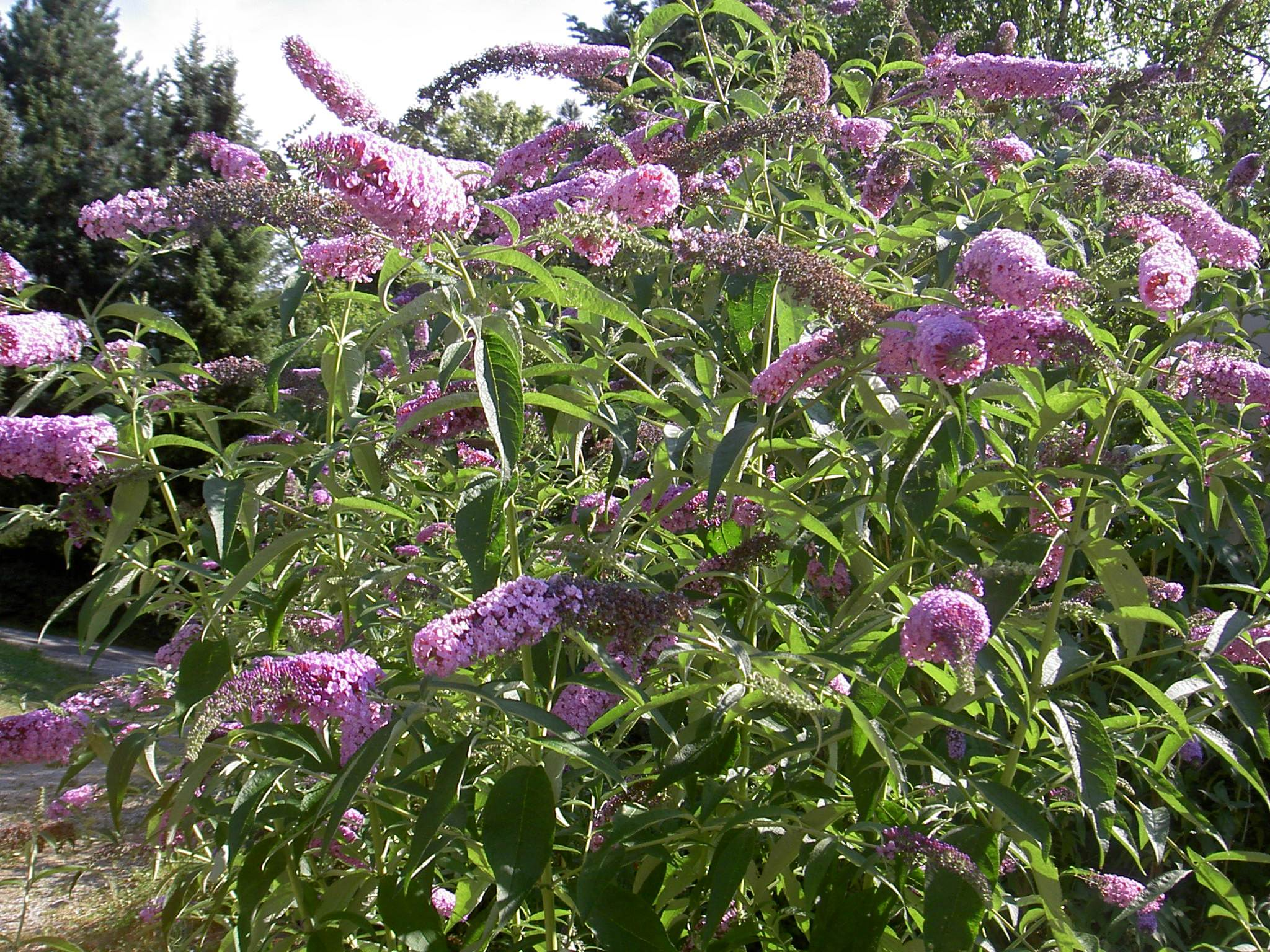
Buddleia de David en fleurs.

Le buddleia de David forme des buissons généreux, bien touffus qui se couvrent dès le mois de juin de panicules de fleurs violet-mauve, mais aussi bleu, violet ou roses pour les variétés horticoles. Cette floraison continue et très parfumée le rend attractif durant les chaleurs estivales.
Il supporte tous les sols, même calcaires, voire caillouteux. Il ne craint pas non plus les fortes chaleurs et le plein soleil. Il demande peu ou pas d’arrosage et pas d’engrais.
Sa culture comme plante ornementale est répandue en Europe et en Australie. Elle a favorisé la création de nombreuses variétés horticoles. Parmi les variétés faciles à trouver, citons: 
- 'Black Night' d'un violet très foncé,
- 'Empire Blue', qui se rapproche davantage du bleu,
- 'White profusion', fleurs blanches à œil jaune,
- 'Royal red', rose foncé.
- ‘Butterfly tower’, port colonnaire, taille réduite, à fleurs violettes nectarifères de juin à octobre

### Variétés stériles
Environ 90 espèces de Buddleja davidii sont aujourd’hui commercialisés. Ils ont été créés pour modifier la taille, la longueur de l’inflorescence, la couleur des fleurs ou encore la rusticité. Cependant, ces espèces ont pour la plupart un potentiel invasif égal ou supérieur à celui des formes déjà naturalisées. La plupart sont des espèces fertiles qui se dispersent surtout par graines.
Une étude américaine portant sur 14 cultivars et hybrides de B. davidii a effectivement montré qu’ils produisaient tous des graines, mais avec des différences en termes de vitesse de croissance, production de graines et taux de germination. Leur potentiel stérile est donc variable sur la base de ces critères.
En conditions contrôlées, les taux de germination étaient les plus élevés pour les cultivars 'Nanho Purple' et 'Dartmoor' et les plus faibles, mais non stérile, pour 'Black Knight’ et 'White Profusion’.
Des données complémentaires proviennent d’un travail en Suisse, où le pouvoir germinatif de différents cultivars a été comparé avec celui de types naturalisés. Les expériences ont montré que les cultivars issus de la sélection avaient un potentiel de dissémination au moins égal ou supérieur à celui des formes naturalisées. Ce potentiel de dissémination plus élevé pourrait s’expliquer par le fait que la sélection porte sur des critères commerciaux comme la grande taille des inflorescences, la précocité, une longue période de floraison et une croissance vigoureuse,.
Dans l’Etat d’Oregon, B. davidii est considéré comme une espèce très problématique. Elle a été classée en 2004 dans la liste de quarantaine pour tenter de réduire sa distribution commerciale. Cette mesure s’est révélée inefficace car aucun nom de variétés n’était mentionné dans la liste. Or, la plupart des Buddleja sont commercialisés sous la forme de cultivars. Cette mesure n’a pas permis de réduire les risques d’invasion de B. davidii car tous les cultivars, fertiles, étaient toujours distribués.
Il existe certains cultivars ou hybrides supposés stériles, mais l’Organisation Européenne pour la Protection des Plantes relate le cas du cultivar B. davidii ‘Lochinch’, décrit comme un hybride stérile entre B. davidii et B. fallowiana. En 2003, un horticulteur du Sud de la France a cultivé B. davidii ‘Lochinch’, mais après trois ans d’expérience, le cultivar a montré une abondante reproduction sexuée et des caractères d’espèce envahissante.
Cette expérience montre que la stérilité induite chez les cultivars ou chez les hybrides n’est pas un trait systématiquement stable dans le temps. Dans la nature ou en culture, une espèce stérile peut récupérer sa reproduction sexuée, en particulier les plantes.
Plus récemment, un nouveau cultivar a fait son apparition sur le marché : Buddleja ARGUS White et ARGUS Velvet de chez Best Select. Il est commercialisé comme étant stérile car il ne produirait presque pas de semences. Il a été développé par l’institut ILVO après huit années de recherche. Il s’agit en fait d’un hybride issu du croisement entre B. davidii et B. lindleyana. Ce cultivar bien que considéré comme stérile ne change pas les autres caractéristiques qui font que l’espèce est considéré comme une espèce exotique envahissante.

### Pharmacopée naturelle
Le buddleia du père David, a d'abord été utilisé comme plante médicinale en Chine où l'écorce de ses racines et ses rameaux feuillés sont utilisés comme matière médicale.
Actuellement le buddleya est connu en Chine sous le nom normalisé de 醉鱼草 zuiyucao. Mais dans les temps anciens (pas si anciens que ça toutefois), sur l’immense territoire chinois, il possédait une multitude de noms différents, sans qu’aucune instance de normalisation lexicale n’essaye de mettre de la cohérence : ainsi, l’encyclopédie médicale A::hospital liste pas moins de 55 synonymes.
Au XVIe siècle, le médecin naturaliste Li Shizhen en fit une description dans Bencao gangmu « Compendium de matière médicale » sous les noms de 闹鱼花 nàoyúhua, 鱼尾草 yúwěicǎo etc… Dans les catégories de la pharmacopée traditionnelle, la nature du buddleya est : amère (ku 苦), tiède (wen 温), légèrement toxique (youxiaodu 有小毒)。
La récolte de la matière médicale se fait en été ou en automne, hacher et utiliser séché ou frais.
La pharmacopée naturelle chinoise (dite « traditionnelle ») actuelle indique les fonctions suivantes : dissiper le vent et l’humidité (祛风除濕 qufeng chushi), stimuler le qi pour éliminer les mucosités (行气化痰 xíngqì huàtán), soulager la toux, tuer les parasites, favoriser la circulation sanguine. 

Les indications sont : guérir la grippe, la toux, l'asthme, les rhumatismes et les douleurs articulaires, l'ascaridiase, l'ankylostome, les ecchymoses, les saignements traumatiques, le cuir chevelu, la scrofule.
Par exemple, le traitement de l'ankylostome : faire bouillir pendant deux heures 5 qian 五钱 (25 g), prendre 100 ml après le dîner et avant le petit-déjeuner (attention aux effets secondaires : nausées, douleurs abdominales, diarrhée, étourdissement, fatigue).

### Propriétés et toxicité
Cette essence contient des molécules toxiques (aucubine en particulier) ce qui explique que ses feuilles, son écorce et ses racines ne sont pas mangées par la plupart des espèces autochtones là où il a été introduit. Elle n'est pas toxique pour l'homme, mais n'est pas comestible.
Les analyses phytochimiques d’espèces de Buddleja ont montré la présence de flavonoïdes, d’iridoïdes (d’aucubine et de ses dérivés, et de buddlédines), de sesquiterpénoïdes, de phényléthanoïdes et de lignanes. À partir de la racine de Buddleja davidii ont été isolés 13 glycosides de phényléthanoïdes, un glycoside d’iridoïde et quatre complexes de glycosides d’iridoïde-lignane. Les terpénoïdes de l’écorce du B. davidii ont une activité antifongique contre les champignons du sol, Fusarium culmorum et Sordari fimicola - la buddlédine A étant le principal composé responsable.
La toxicité pour les poissons du Buddleja davidii a été confirmée par l’isolement des buddlédines A, B et C, dans l’écorce de la racine. L’activité antifongique significative des extraits de B. davidii est due à la buddlédine A.

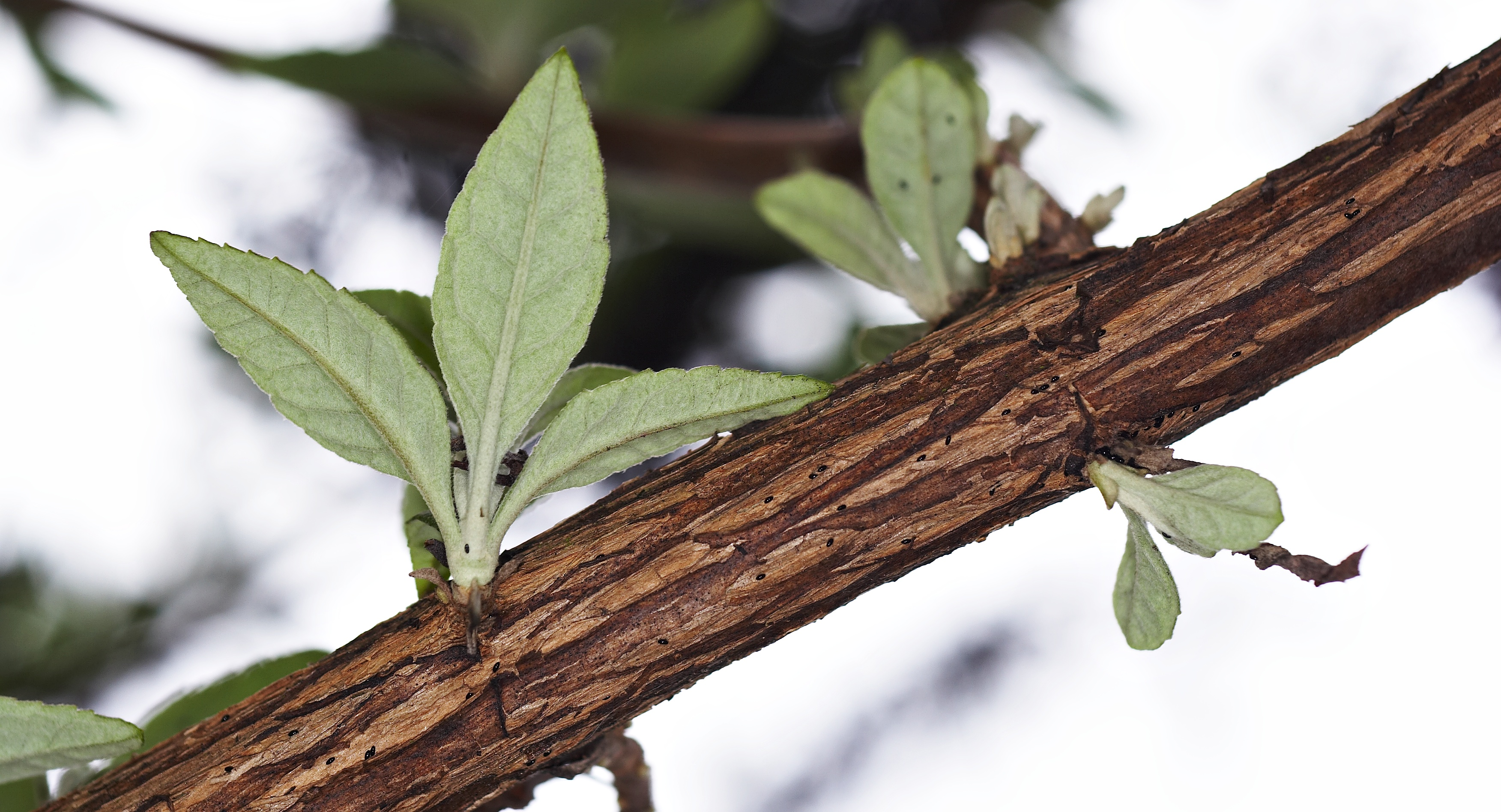
Détail d'une branche.
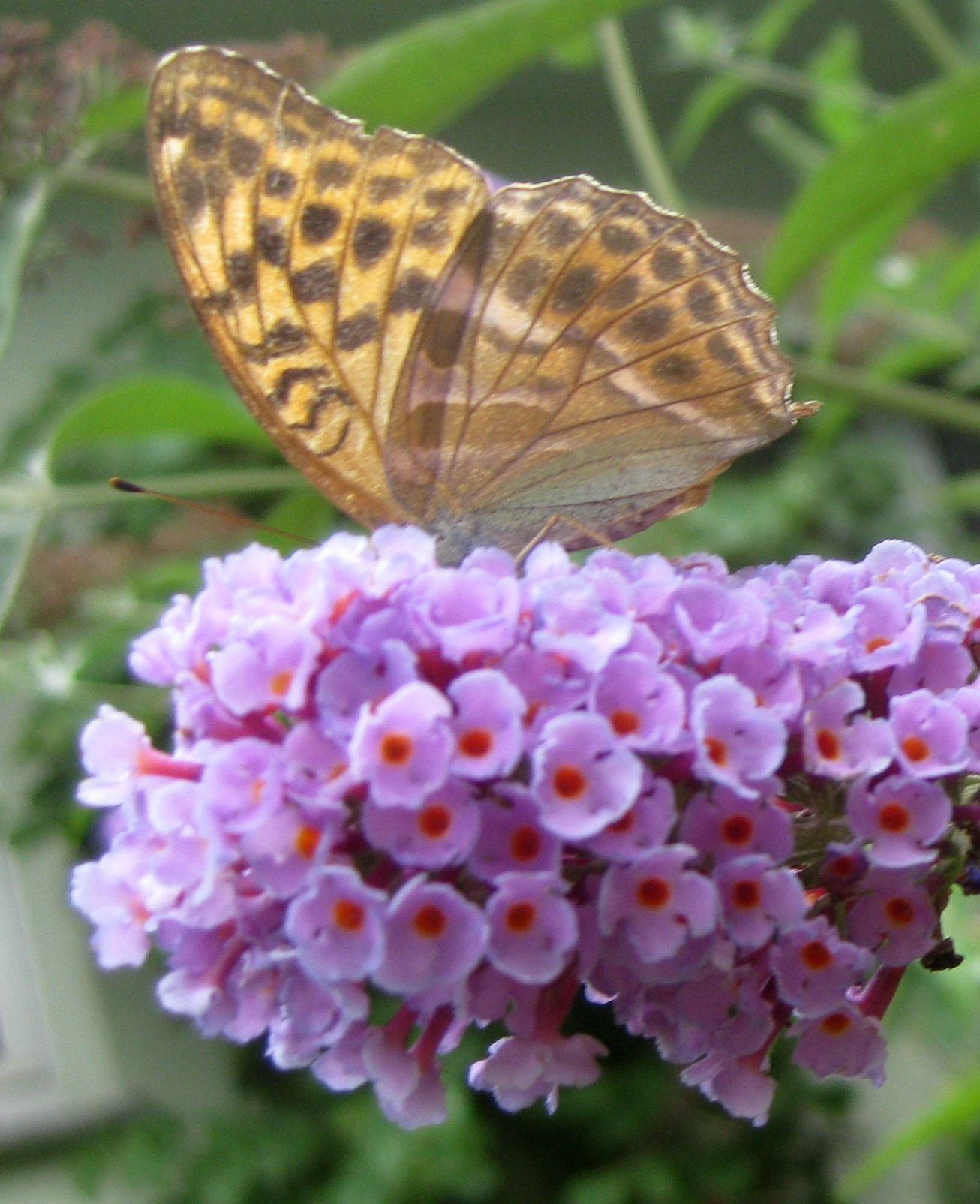
Tabac d’Espagne (Argynnis paphia) sur B. davidii.
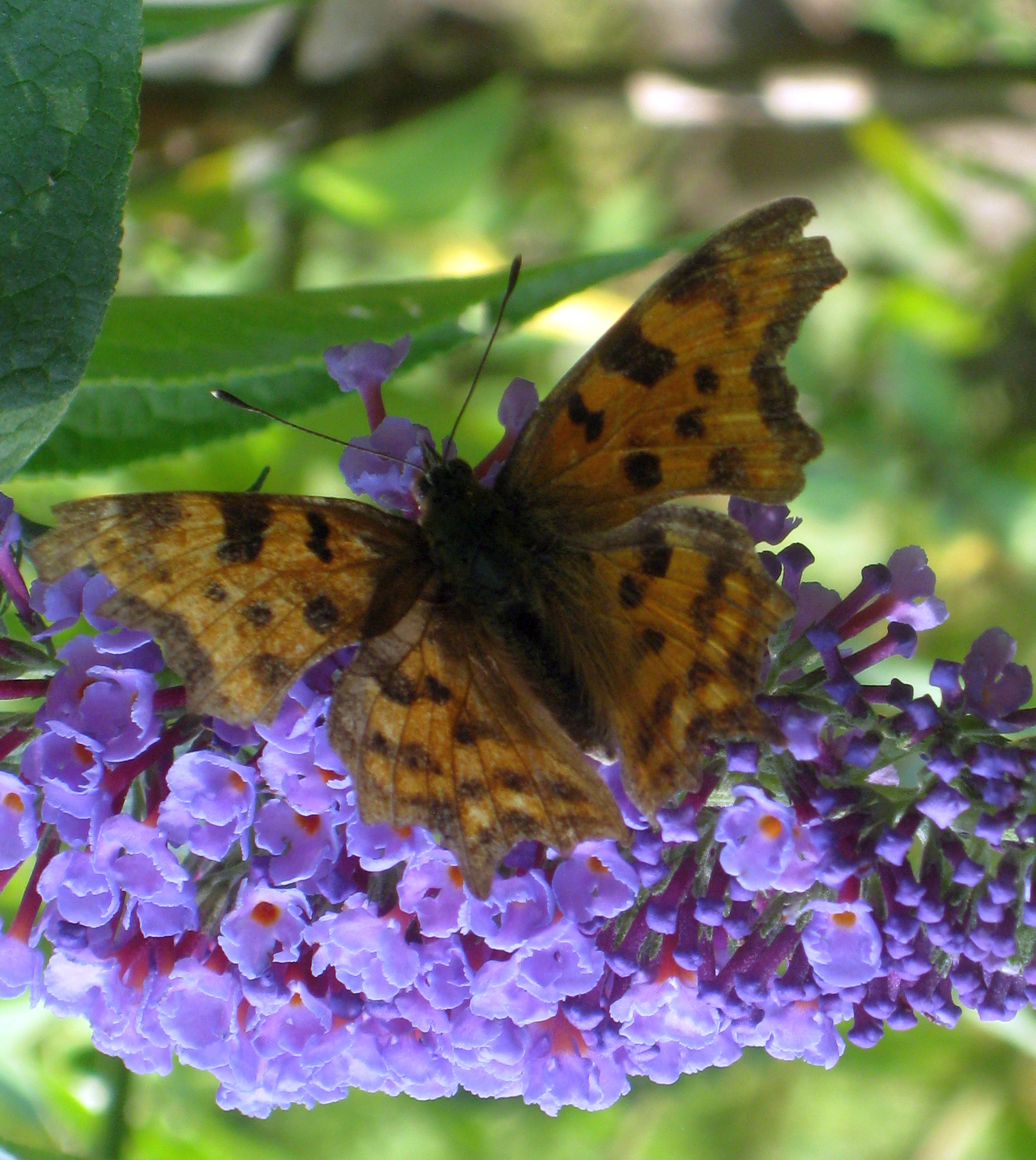
Robert-le-Diable (Polygonia c-album) sur B. davidii.
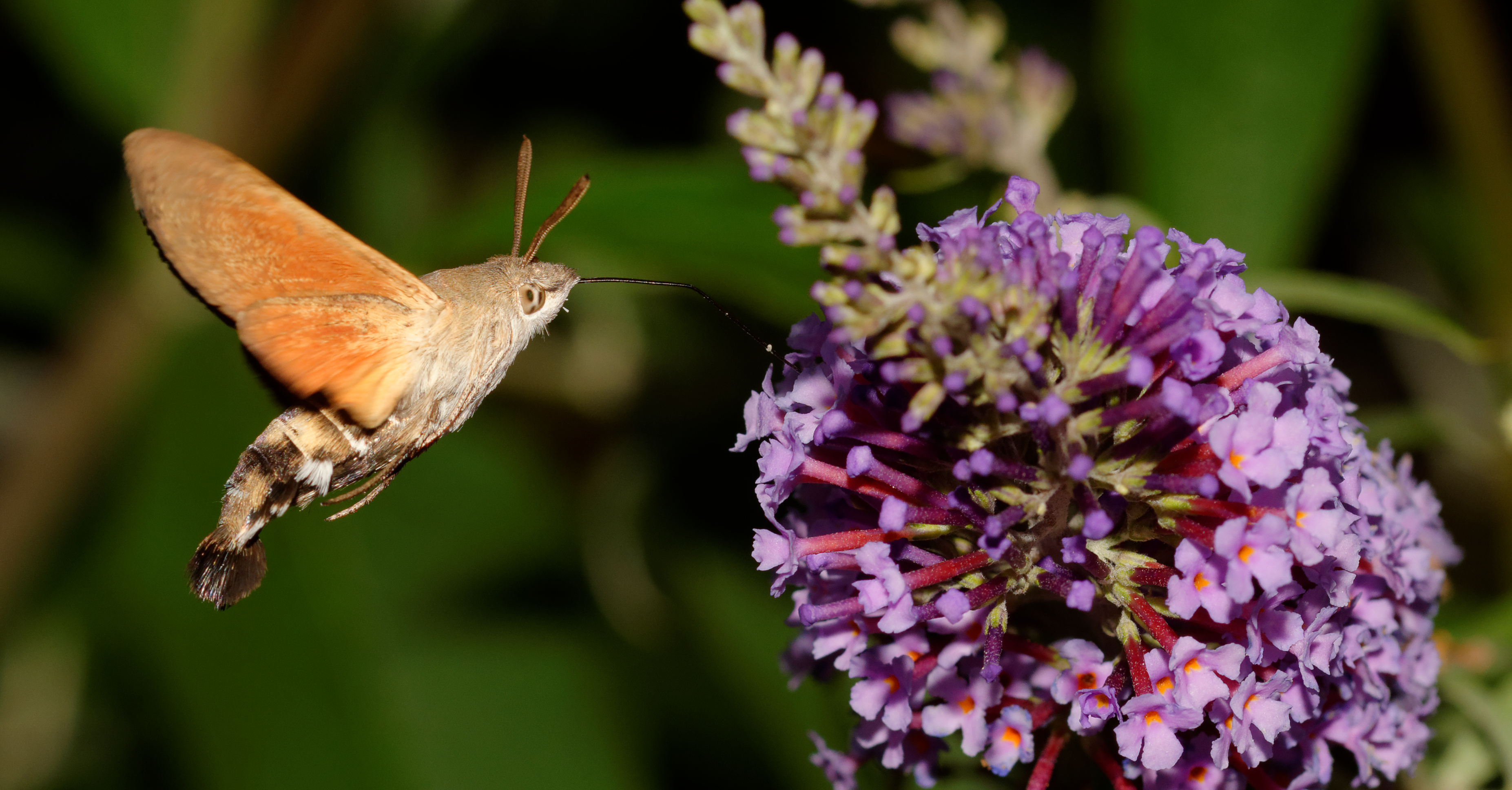
Moro-sphinx sur B. davidii.